# Шубка (картина Рубенса)
«Шубка» или «Елена Фоурмен» — картина фламандского художника Питера Пауля Рубенса, написанная около 1636—1638 гг. На ней изображена его вторая жена Елена Фоурмен, выходящая из ванны и закутывающая своё тело в меховую накидку. В настоящее время находится в Музее истории искусств в Вене.

## Описание
На этом портрете восемнадцатилетней Елены Фоурмен в натуральную величину её фигура закутана лишь в короткую шубу из чёрного меха, свободно облегающую плечи и бёдра. Елена изображена стоящей, выходящей из ванны, наполовину закутанной в отороченную мехом шубу, давшую название картине и лишь немного скрывающую её наготу. Голова обращена к зрителю, и, по словам Эмиля Мишеля, «на лице нет ни малейшего признака смущения или стыда». Груди прижаты друг к другу и приподняты правой рукой; маленькая, тонкая левая рука придерживает складку толстой пелиссы над животом.

## Анализ
Её поза напоминает скульптуру Афродиты Книдской, где богиня изображена обнажённой, готовящейся к купанию, одной рукой сбрасывающей шаль, а другой скромно прикрывающейся. Другим предшественником является работа «Девушка в меховой накидке» Тициана, с которой Рубенс был знаком. Он сам сделал копию с работы Тициана, увидев её в коллекции Карла I в Англии. Эмиль Мишель писал об этом эффекте на картине Рубенса: «Чёрный цвет пелиссы, красный цвет ковра и коричневый цвет фона подчеркивают яркость телесных тонов».

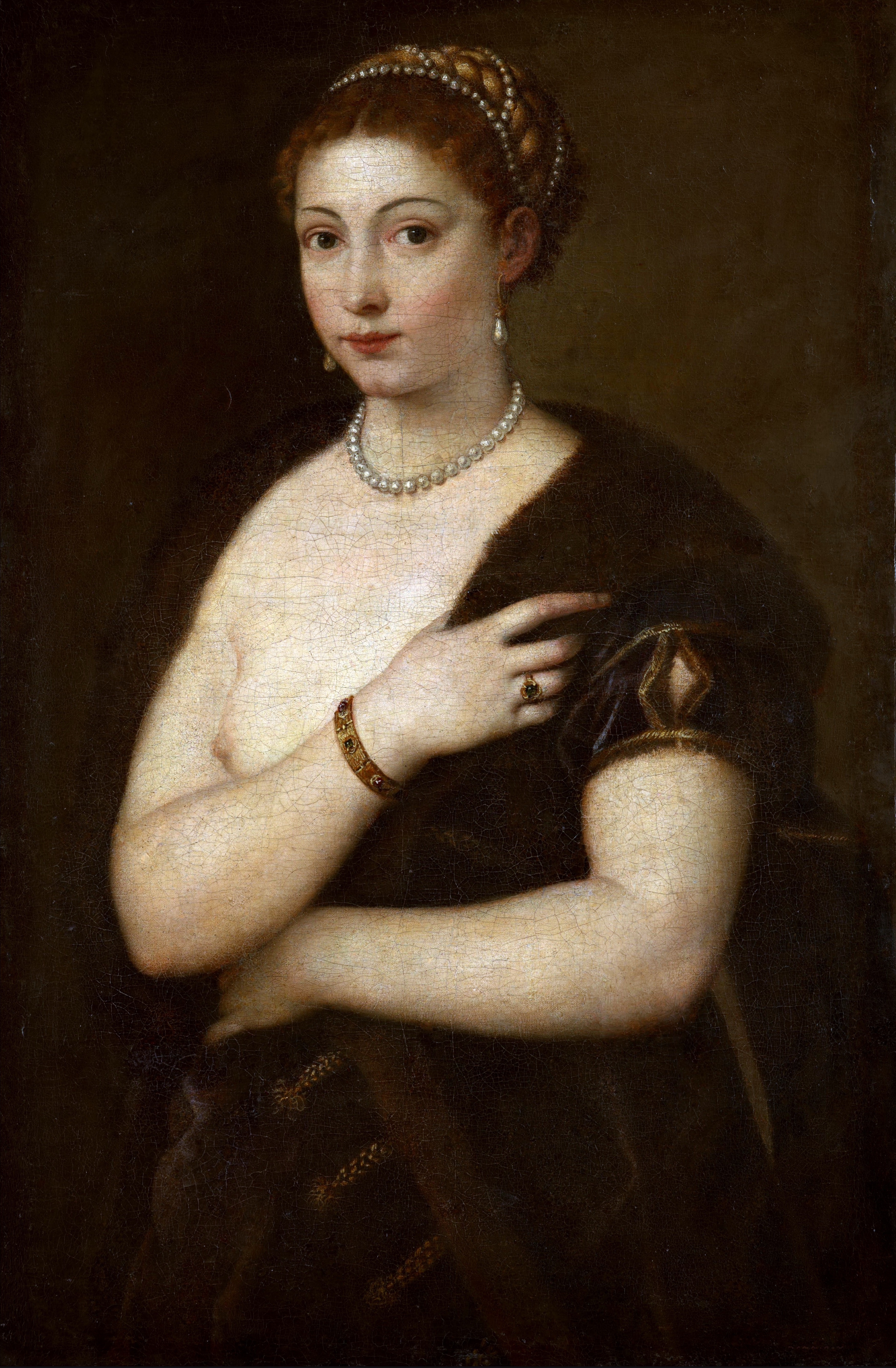
Тициан. «Девушка в меховой накидке»

В отличие от Тициана, идеализирующего свою фигуру, Рубенс изображает складки коленей и плоти, сочетая классицизм с реализмом, что Мишель считает недостатком и пишет: «Портрет слишком точен, так как неровные формы точно скопированы. Плоть лишена былой упругости, и видны явные следы сжатия лифа на торсе и подвязок на ногах, с их слишком явными складками на коленях». Однако другие критики высоко оценивают это качество Рубенса, как отмечает Эндрю Морралл: «Не будучи ни просто портретом, ни простым подобием мифологического божества, эта глубоко личная работа по иронии судьбы стала одной из самых известных эротических картин в западном искусстве».

## История
По словам историка искусства Луиса Хоуртика, Рубенс был сильно влюблен в свою молодую жену и хотел увековечить её красоту в своем искусстве. Однажды он застал её врасплох по дороге в ванную, и она уступила желанию мужа написать её такой, какая она есть. При этом она была бы совершенно обнажена, если бы не набросила на плечи шубу, которую она удерживает с шармом. По преданию, переданному Мишелем, после смерти Рубенса мадам Рубенс не решалась выставить некоторые из его картин на продажу, и специальный пункт в его завещании передал «Шубку» ей как личный подарок.

## Провенанс
Впервые картина упоминается в 1640 году в завещании Петера Пауля Рубена. С 1730 года она находилась в Вене в коллекции живописи Габсбургов.